# Distrito electoral local 18 de Tabasco
El Distrito Electoral Local 18 de Tabasco es uno de los 21 Distritos Electorales en los que se encuentra dividido el territorio del estado de Tabasco. Su cabecera es la ciudad de Macuspana, en el municipio de Macuspana, Tabasco.
Desde la redistritación de 2016 está formado por 47 secciones electorales ubicadas en el municipio de Macuspana.

## Distritación actual

### Distritación electoral de 2016
El 30 de noviembre de 2016, el acuerdo del Consejo Estatal del Instituto de Electoral y de Participación Ciudadana de Tabasco determinó establecer la cabecera del Distrito Electoral Local 18 de Tabasco en la ciudad de Macuspana, en el municipio de Macuspana, Tabasco y conformarlo de la siguiente manera:
- Municipio de Macuspana: 47 secciones electorales; de la 872 a la 882, 885, 890, de la 892 a la 896, de la 898 a la 903m de la 905 a la 919, 923, de la 928 a la 931, de la 933 a la 934, y la sección 940.

## Distritaciones anteriores

### Distritación electoral de 1996
La distritación electoral local de 1996 estableció el distrito en el municipio de Tenosique y su cabecera distrital en la cabecera municipal, Tenosique.

### Distritación electoral de 2002
La redistritación de 2002 mantuvo el distrito en el municipio de Tenosique, con cabecera distrital en la cabecera municipal, Tenosique.

### Distritación electoral de 2011
El acuerdo del Consejo Estatal del Instituto de Electoral y de Participación Ciudadana de Tabasco (IEPCT) publicado en el Periódico Oficial del Estado de Tabasco, el 24 de noviembre de 2011 estableció que el Distrito Electoral Local 18 de Tabasco tuviera cabecera en la ciudad de Macuspana,  y cambió su ubicación al municipio de Macuspana.

## Diputados por el distrito
| Diputado                            | Partido por el que fue electo (a)                                                                                          | Grupo Parlamentario                  | Legislatura       | Periodo                                           | Cabecera Distrital |
| ----------------------------------- | --- | ------------------------------------ | ----------------- | ------------------------------------------------- | ------------------ |
| Raymundo Rosado Mendoza             | Partido Revolucionario Institucional                                                                                       | Partido Revolucionario Institucional | LVI Legislatura   | 1 de enero de 1998 - 31 de diciembre de 2000      | Tenosique          |
| Octavio Medina García               | Partido Revolucionario Institucional                                                                                       | Partido Revolucionario Institucional | LVII Legislatura  | 1 de enero de 2001 - 31 de diciembre de 2003      | Tenosique          |
| Doria María Scherrer Palomeque      | Partido Acción Nacional | Partido Acción Nacional              | LVIII Legislatura | 1 de enero de 2004 - 31 de diciembre de 2006      | Tenosique          |
| Raúl Gustavo Gutiérrez Cortes       | Coalición por el Bien de Todos Partido de la Revolución Democrática Partido del Trabajo Movimiento Ciudadano               | Partido de la Revolución Democrática | LIX Legislatura   | 1 de enero de 2007 - 31 de diciembre de 2009      | Tenosique          |
| Julio Alonso Manzano Rosas          | Partido de la Revolución Democrática                                                                                       | Partido de la Revolución Democrática | LX Legislatura    | 1 de enero de 2010 - 31 de diciembre de 2012      | Tenosique          |
| Verónica Castillo Reyes             | Coalición Movimiento Progresista por Tabasco Partido de la Revolución Democrática Partido del Trabajo Movimiento Ciudadano | Partido de la Revolución Democrática | LXI Legislatura   | 1 de enero de 2013 - 31 de diciembre de 2015      | Macuspana          |
| Carlos Ordorica Cervantes           | Partido Verde Ecologista de México                                                                                         | Partido Verde Ecologista de México   | LXII Legislatura  | 1 de enero de 2016 - 4 de septiembre de 2018      | Macuspana          |
| Exequías Braulio Escalante Castillo | Movimiento Regeneración Nacional                                                                                           | Movimiento Regeneración Nacional     | LXIII Legislatura | 5 de septiembre de 2018 - 4 de septiembre de 2021 | Macuspana          |
| Rosana Arcia Félix                  | Movimiento Regeneración Nacional                                                                                           | Movimiento Regeneración Nacional     | LXIV Legislatura  | Por iniciar                                       | Macuspana          |